# Баба (фільм)
«Баба» (дан. Baba) — документальний фільм данської режисерки Анни Еборн 2010 року.

## Сюжет
Вісім літніх жінок — це залишки невеликого шведського поселення в Україні. Одна з них — Ліда. Вона показує нам околиці, і оскільки ніхто з українців не розуміє її шведської мови, вона не боїться розповідати історії про інших «бабів», тобто старих жінок, які її оточують.